# Vera Fyodorovna Panova
Vera Fyodorovna Panova (tiếng Nga: Вера Фёдоровна Панова, sinh ngày 20 tháng 3 năm 1905 tại thành phố Rostov trên sông Đông, mất ngày 3 tháng 3 năm 1973 tại Leningrad) là một nữ nhà văn nổi tiếng Liên Xô.

## Tiểu sử và sự nghiệp
Trước và trong chiến tranh, Vera Panova bước vào văn đàn với những ký sự và truyện ngắn. Nhưng phải đến năm 1946, khi cho xuất bản tiểu thuyết Bạn đường, bà mới thực sự được dư luận văn học chú ý.

### Tác phẩm
- Bạn đường (tiểu thuyết, 1946)